# Boy Westerhof
Boy Westerhof (24 de Outubro de 1985) é um tenista holandês. Sua melhor classificação de simples é a 201 colocação da ATP. Já nas duplas sua melhor classificação é a 132 colocação da ATP.

## ATP Challengers finais

### Duplas: 8 (6-2)
| Legenda               |
| ATP Challengers (6–2) |

| Titulos por Piso |
| ---------------- |
| Duro (0–1)       |
| Saibro (6–1)     |
| Grama (0–0)      |
| Carpete (0–0)    |

| Resultado | No. | Data                  | Torneio                            | Superfície | Parceiro           | Oponentes                          | Placar                |
| --------- | --- | --------------------- | ---------------------------------- | ---------- | ------------------ | ---------------------------------- | --------------------- |
| Campeão   | 1.  | 30 de Julho de 2007   | Saransk, Rússia                    | Saibro     | Antal van der Duim | Alexey Kedryuk Uros Vico           | 2-6, 7-6(7-3), [11-9] |
| Campeão   | 2.  | 20 de Agosto de 2007  | Manerbio, Itália                   | Saibro     | Antal van der Duim | Frederico Gil Alberto Martin       | 7-6(7-4), 3-6, [10-8] |
| Finalista | 1.  | 14 de Julho de 2008   | Oberstaufen, Alemanha              | Saibro     | André Ghem         | Dusan Karol Jaroslav Pospisil      | 7-6(7-2), 1-6, [6-10] |
| Finalista | 2.  | 14 de Julho de 2008   | Penza, Rússia                      | Duro       | André Ghem         | Denis Istomin Evgeny Kirillov      | 2-6, 6-3, [6-10]      |
| Campeão   | 3.  | 9 de Julho de 2012    | Scheveningen, Países Baixos        | Saibro     | Antal van der Duim | Rameez Junaid Simon Stadler        | 6–4, 5–7, [10–7]      |
| Campeão   | 4.  | 8 de Julho de 2013    | Scheveningen, Países Baixos        | Saibro     | Antal van der Duim | Gero Kretschmer Alexander Satschko | 6-3, 6-3              |
| Campeão   | 5.  | 3 de Setembro de 2013 | Alphen aan den Rijn, Países Baixos | Saibro     | Antal van der Duim | Simon Greul Wesley Koolhof         | 4-6, 6-3, [12-10]     |
| Campeão   | 6.  | 7 de Julho de 2014    | Scheveningen, Países Baixos        | Saibro     | Matwe Middelkoop   | Martin Fischer Jesse Huta Galung   | 6-4, 3-6, [10-6]      |

## Ligações Externas
- Boy Westerhof na Associação de Tenistas Profissionais
- Boy Westerhof na Federação Internacional de Tênis